# 列季河
62°20′05″N 43°00′36″E / 62.33472°N 43.01000°E

列季河是俄羅斯的河流，由阿爾漢格爾斯克州負責管轄，屬於瓦加河的左支流，河道全長184公里，流域面積約2,690平方公里，河水主要來自融雪，每年十月至翌年五月結冰。